# De renaissance van de droom
De renaissance van de droom (în română Renașterea visului), alternativ De renaissance van de droom van Icarus (în română Renașterea visului lui Icar), este o sculptură de bronz realizată de Tom Frantzen care reprezintă visul de a zbura. 
Sculptura a fost inaugurată oficial pe 30 noiembrie 2007 pentru a marca 500 de ani de istorie a aviației, însă a fost instalată cu un an înainte într-un sens giratoriu din localitatea Steenokkerzeel, nu departe de aeroportul Brussels Airport.
Lucrarea înfățișează un stol de gâște sălbatice pe punctul de a-și lua zborul. Stolul este urmat de un om care încearcă și el să facă același lucru, dar nu reușește. Sculptorul a fost inspirat pentru această lucrare de unul din pionierii aviației, Antoine de Saint-Exupéry, autorul cărții Micul prinț. Întregul monument a fost comandat și finanțat de Belgocontrol, autoritatea aeronautică belgiană, și de Brussels Airport Company (BAC).
În aceeași zi, într-un alt sens giratoriu din Steenokkerzeel a fost inaugurată altă lucrare a lui Tom Frantzen, De eerste droom van Saint-Exupéry.